# Blitum virgatum
La bledomera (Blitum virgatum) es una especie de planta herbácea perteneciente a la familia Amaranthaceae. 

## Descripción
Esta es una hierba anual de crecimiento erecto que alcanza una altura máxima de poco más de medio metro. Las hojas tienen de 1 a 4 cm de largo y pueden ser lisas o dentadas. Las inflorescencias son pequeñas agrupaciones esféricas de pequeñas flores de color rojizo-verde envueltas alrededor de las frutas que tienen alrededor de un milímetro de ancho.

## Hábitat
Es nativa de Eurasia, pero se puede encontrar en otros continentes como una especie introducida. Crece como maleza en hábitats perturbados y tierras cultivadas. 

## Taxonomía
Blitum virgatum fue descrita por Carlos Linneo y publicada en Species Plantarum 1: 4–5, en 1753.

#### Etimología
Véase: Blitum
virgatum: epíteto latino que significa "con ramas".

#### Subespecies
Comprende 2 subespecies aceptadas:
- Blitum virgatum subsp. montanum (Uotila) S.Fuentes, Uotila y Borsch, 2012
- Blitum virgatum subsp. virgatum

## Galería

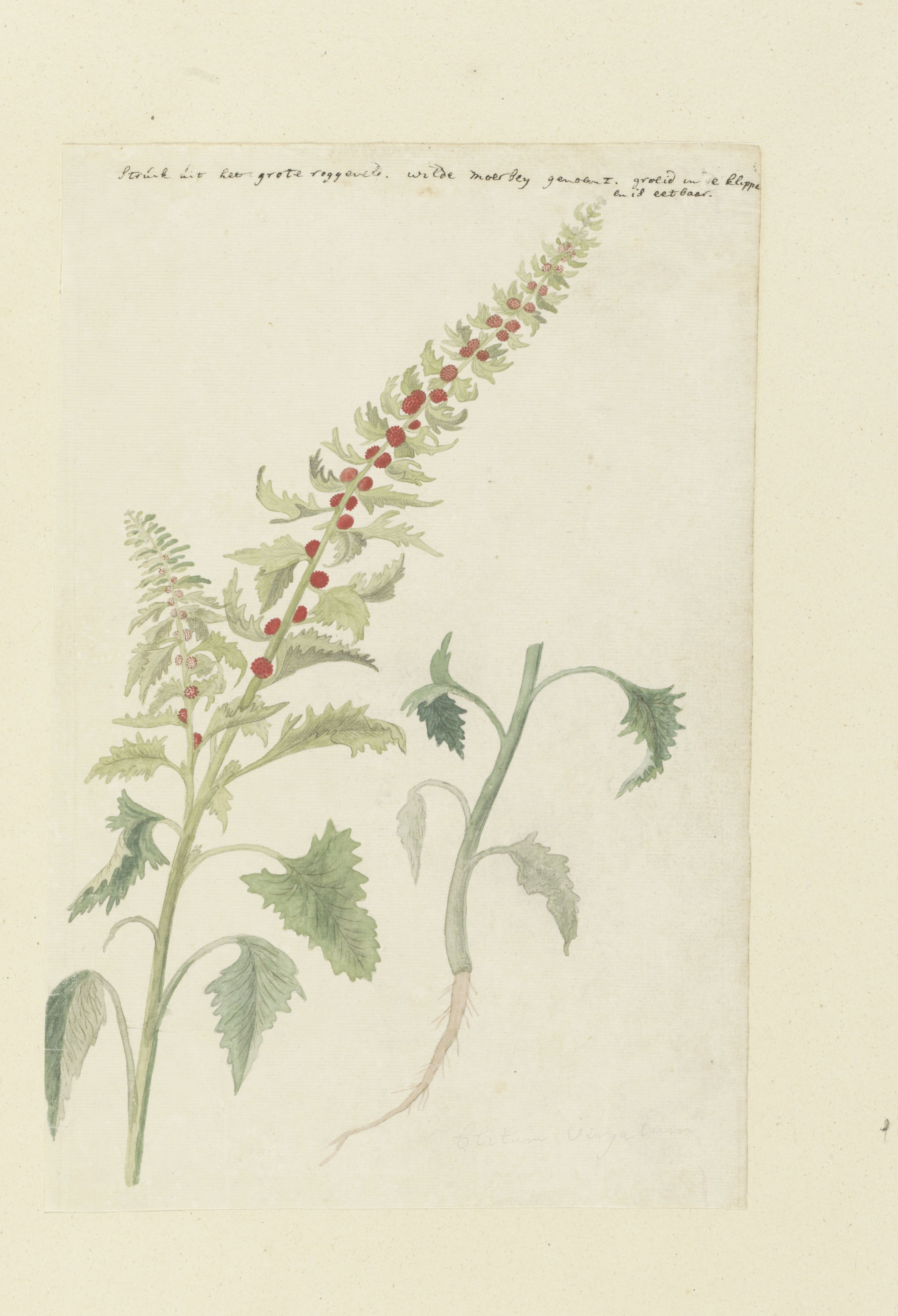
Ilustración de la especie (bajo el sinónimo Chenopodium foliosum The Gordon African Collection Plants, Robert Jacob Gordon, 1778.
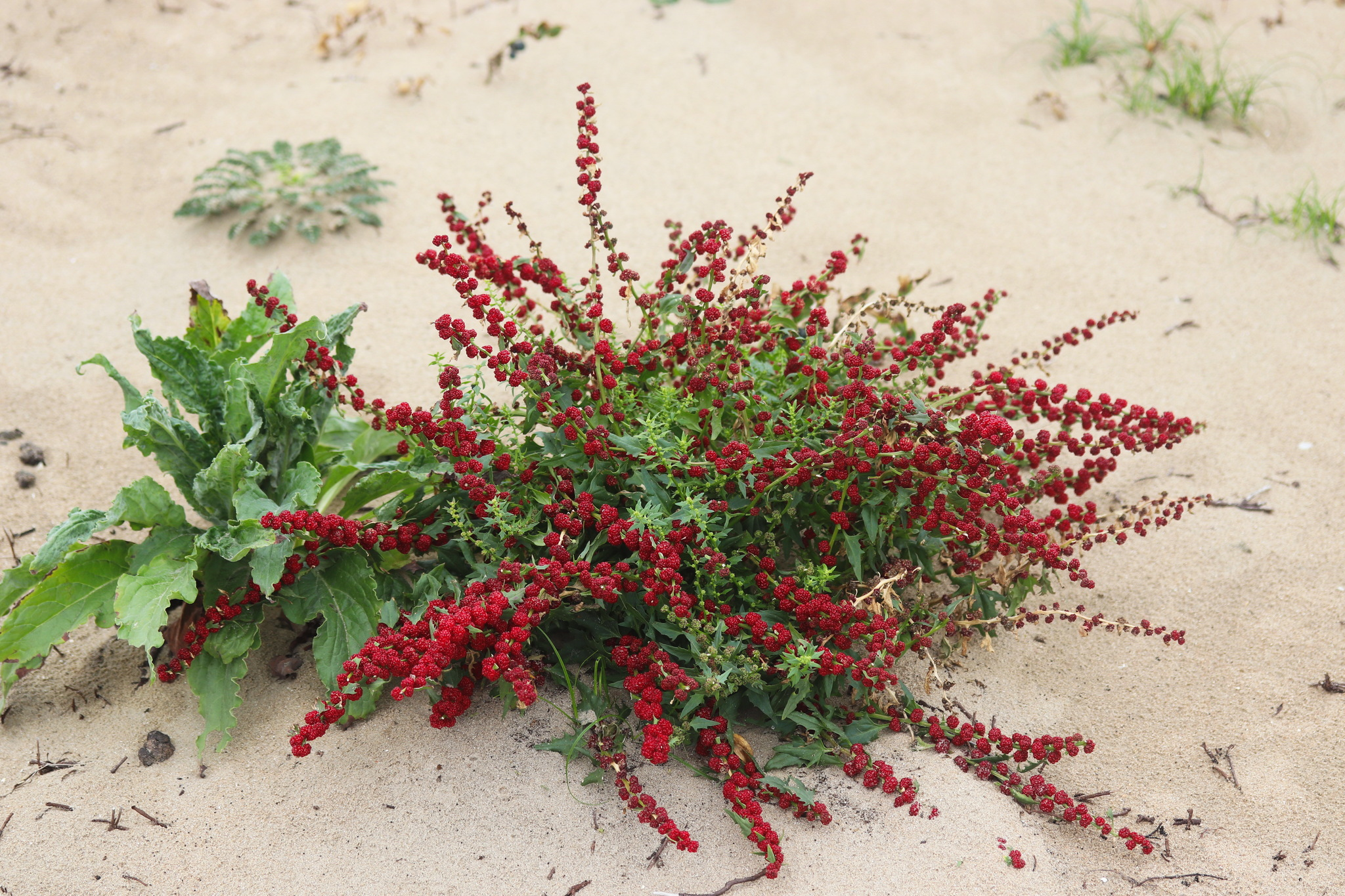
En su hábitat
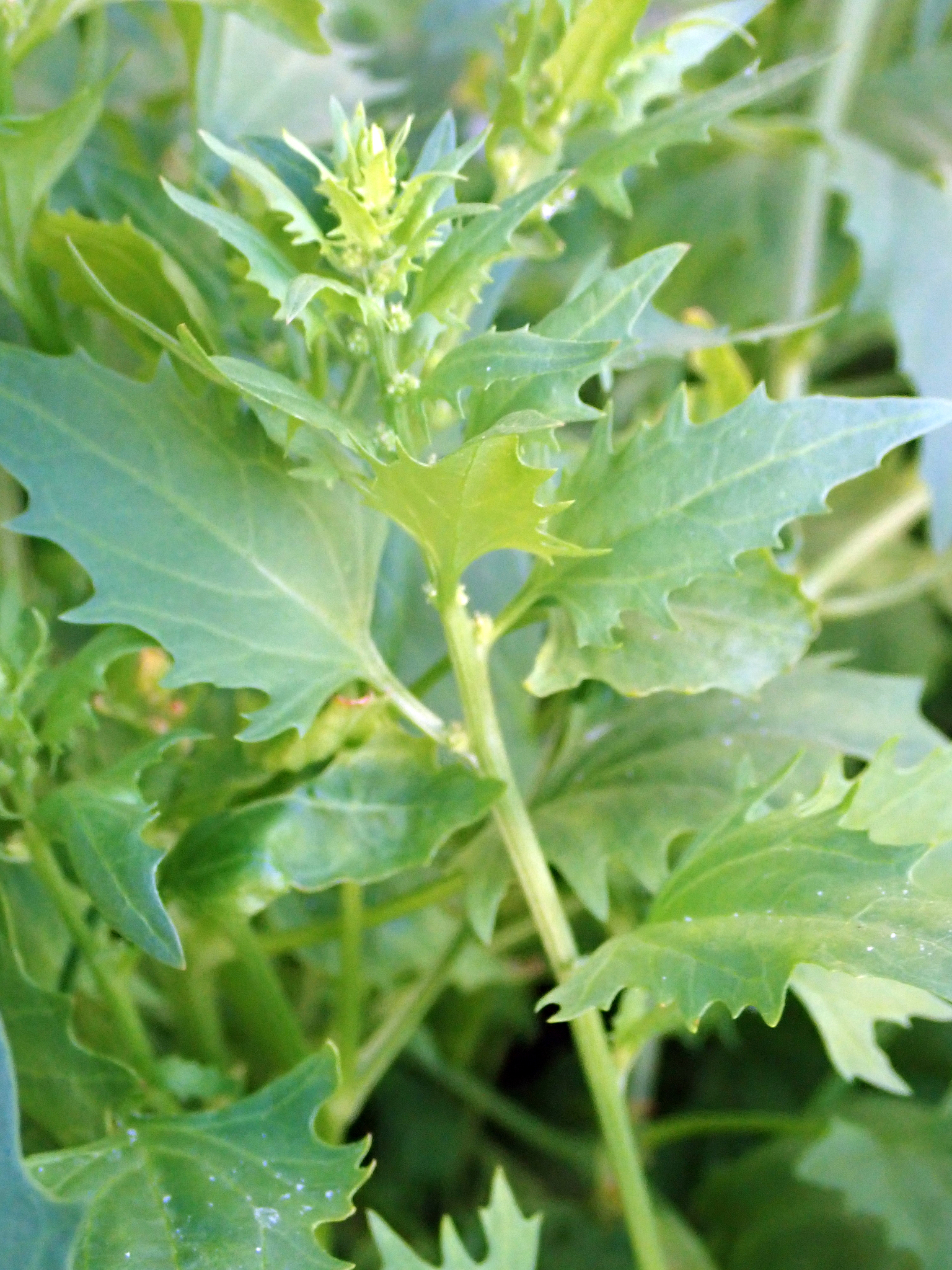
Detalle de las hojas
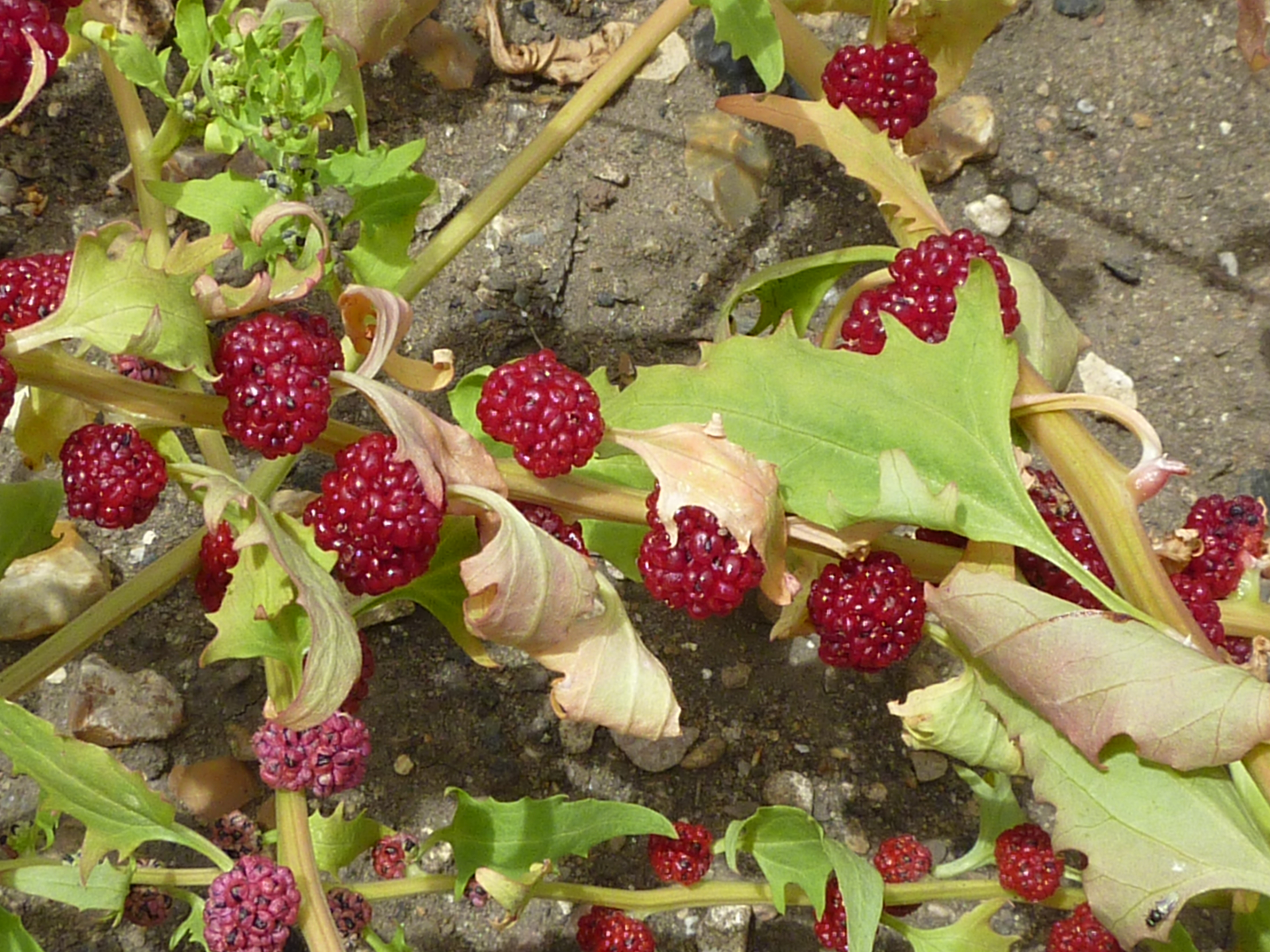
Inflorescencia y frutos